# Ayn al-Bardah

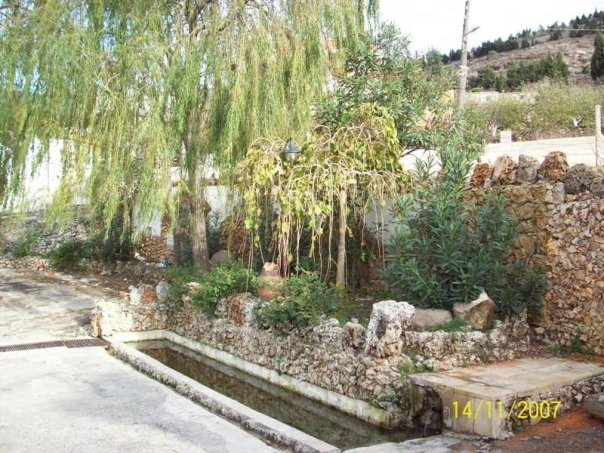
Al-`Ayn (mùa xuân)

'Ayn al-Bardah (tiếng Ả Rập: عين الباردة; ALA-LC 'Ayn al-Bārdah, có nghĩa là "mùa xuân lạnh") là một ngôi làng ở Syria, nằm cách Homs 55 km về phía tây và cách Damascus 200 km về phía tây bắc. Ẩn mình trên ngọn núi Sayeh, ở độ cao 850 mét so với mực nước biển, ngôi làng nhìn ra thung lũng Wadi al-Nasara. Cư dân của nó chủ yếu là Kitô hữu Chính thống Hy Lạp.

## Khí hậu
'Ayn al-Barda có khí hậu Địa Trung Hải. Nó tuyết rơi trên sườn núi nhiều lần trong mùa đông.

## Điểm tham quan chính
Ngôi làng là điểm dừng chân chung cho khách du lịch trên đường đến Krak des Chevaliers gần đó; hầu hết trong số họ đến thăm nhà thờ Saint Elias trong làng. John Gardiner Kinnear đã mô tả ngôi làng kể về hành trình của mình trên khắp Trung Đông vào năm 1839: 
 Tuần trước, Tễu và tôi cưỡi ngựa đến một nơi hẻo lánh tuyệt đẹp, cách Beyrout [sic] khoảng ba hoặc bốn giờ. Đúng như tên tiếng Ả Rập, một đài phun nước lạnh thú vị, phát ra dòng chảy từ những tảng đá, được nhận vào một lưu vực đá dưới bóng cây carob tráng lệ. Không có ngôi làng gần nó; nhưng trong một khoảng cách ngắn là một hoặc hai ngôi nhà cô đơn giữa những vườn nho và vườn dâu. Đó là trên bờ cao nhất của phần được canh tác của ngọn núi; bên dưới là những khu vườn và rừng thông; và ở trên, những tảng đá hoang dã và rừng thông; và ở trên, những tảng đá hoang dã và bụi cây rối rắm. Không khí trong lành, mát mẻ và sảng khoái sau bầu không khí oi bức của Beyrout; và khung cảnh trên các độ cao thấp hơn được bao phủ bởi dây leo và ô liu xen lẫn với rừng thông tối, đến khu vực rộng lớn của Địa Trung Hải màu xanh, là một trong những cảnh đẹp nhất tôi từng thấy. 